# Astaena tridentata
Astaena tridentata är en skalbaggsart som beskrevs av Wilhelm Ferdinand Erichson 1847. Astaena tridentata ingår i släktet Astaena och familjen Melolonthidae. Inga underarter finns listade.